# Jarmen
Jarmen è una città del Meclemburgo-Pomerania Anteriore, in Germania.

Appartiene al circondario (Landkreis) della Pomerania Anteriore-Greifswald  ed è capoluogo della comunità amministrativa (Amt) di Jarmen-Tutow.